# Joe Carnahan
Joseph Aaron Carnahan, detto Joe (Sacramento, 9 maggio 1969), è un regista, sceneggiatore, produttore televisivo e produttore cinematografico statunitense.

## Biografia
Cresciuto a Detroit e in seguito a Sacramento, inizia lavorando per una televisione locale, fino a quando verso la metà degli anni novanta realizza la sceneggiatura di due cortometraggi Karate Raider del 1995 e Taco Heaven del 1998.
Nel 1998 realizza il suo primo lungometraggio, Sangue, proiettili e ottani, presentato al Sundance Film Festival. Nel 2002 dirige Ray Liotta e Jason Patric nel thriller Narc - Analisi di un delitto, con questo film suscita l'interesse di Tom Cruise, che sostiene il film con una buona distribuzione. Cruise volle Carnahan per la sceneggiatura di Mission: Impossible III, dapprima accettò ma in seguito per contrasti con le esigenze di Cruise, Carnahan lasciò la sceneggiatura nelle mani di J. J. Abrams.

Nel 2007 dirige Smokin' Aces, con Ryan Reynolds, Ben Affleck, Alicia Keys e Jeremy Piven. Nel 2010 dirige A-Team, film basato sull'omonima serie televisiva degli anni ottanta. Nel gennaio 2012 firma un accordo con la Paramount e la MGM per dirigere il remake del film Il giustiziere della notte. Carnahan spiega, attraverso Twitter, la sua visione del film:
Poco tempo dopo, rinunciò al film a causa di divergenze creative con la produzione, che hanno voluto ingaggiare l'attore Bruce Willis nel ruolo del protagonista, cosa non gradita dal regista. Nell'agosto 2012, dopo l'abbandono di David Slade, viene scelto dalla 20th Century Fox per dirigere il reboot di Daredevil. Tuttavia, nell'ottobre dello stesso anno, i diritti di sfruttamento del personaggio sono tornati ai Marvel Studios. Nel novembre 2012 conferma di essere al lavoro sull'adattamento del fumetto Nemesis di Mark Millar assieme al fratello.
Anche il fratello Matthew Michael Carnahan è sceneggiatore.

## Filmografia

### Regista

#### Cinema
- Sangue, proiettili e ottani (Blood, Guts, Bullets and Octane) (1998)
- Narc - Analisi di un delitto (Narc) (2002)
- The Hire - Ticker - cortometraggio (2002)
- Smokin' Aces (2007)
- A-Team (The A-Team) (2010)
- The Grey (2011)
- Stretch - Guida o muori (Stretch) (2014)
- Boss Level (2021)
- Copshop - Scontro a fuoco (Copshop) (2021)
- Shadow Force - Ultima missione (Shadow Force) (2024)

#### Televisione
- State of Affairs – serie TV, 4 episodi (2014-2015)

### Sceneggiatore

#### Cinema
- Karate Raider (1995)
- Taco Heaven (1998)
- Sangue, proiettili e ottani (Blood, Guts, Bullets and Octane) (1998)
- Narc - Analisi di un delitto (Narc) (2002)
- Smokin' Aces (2007)
- Pride and Glory - Il prezzo dell'onore (Pride and Glory) (2007)
- The Grey (2011)
- Stretch - Guida o muori (Stretch) (2014)
- Il giustiziere della notte - Death Wish (Death Wish) (2018)
- Bad Boys for Life, regia di Adil El Arbi e Bilall Fallah (2020)
- Boss Level (2020)
- Copshop - Scontro a fuoco (Copshop) (2021)

#### Televisione
- State of Affairs – serie TV, 2 episodi (2014-2015)

### Produttore

#### Cinema
- Sangue, proiettili e ottani (Blood, Guts, Bullets and Octane) (1998)
- Il quarto tipo (The Fourth Kind) (2009)
- Smokin' Aces 2: Assassins' Ball (2010)
- The Grey (2011)
- Stretch - Guida o muori (Stretch) (2014)
- L'autista (Wheelman), regia di Jeremy Rush (2017)
- Point Blank - Conto alla rovescia (Point Blank), regia di Joe Lynch (2019)

#### Televisione
- The Blacklist – serie TV (2013-in corso)
- State of Affairs – serie TV, 7 episodi (2014-2015)

### Attore
- Sangue, proiettili e ottani (Blood, Guts, Bullets and Octane) (1998)
- A-Team (The A-Team) (2010)

## Doppiatori italiani
Nelle versioni in italiano delle opere in cui ha recitato, Joe Carnahan è stato doppiato da:
- Daniele Valenti in A-Team